# RasKar
Сергей Викторович Позняков (15 июня 1980, Москва, РСФСР, СССР), более известный под псевдонимом RasKar (до 2010 года — Раскарандаш) — российский музыкант, продюсер, радиоведущий. Один из создателей независимого лейбла «ЛевПравЗвук». Бывший участник группы «Дабац».

## Биография

### Da Budz/Дабац (1997—2010)
В 1997—1998 годах Севой Пандой и РасКарандашом была создана группа Da Budz. В течение нескольких лет третьим участником группы был DJ Хобот, позже покинувший коллектив и присоединившийся к группе Каста. Помимо непосредственно музыкальной деятельности, Панда и Раскарандаш были в разное время ведущими программы «DJ/MC» на Радиостанции 106.8 FM и «Фристайл» на «Станции 2000», которая после закрытия этой радиостанции выходила на Нашем Радио вплоть до 2004 года.
В 2003 году на базе старейшей отечественной рекорд-студии LKK Reggae Studio (основанной в 1992 году на базе Дворца Культуры Люберецкого Коврового Комбината) была создана своя студия звукозаписи, получившая название ЛевПравЗапись (позже — ЛевПравЗвук). В январе 2005 года вышел второй альбом Дабац «Шышки», который был назван одним из самых профессиональных и интересных independent-релизов своего времени.
23 февраля 2009 года в клубе «16 тонн» состоялся концерт посвящённый пятилетию лейбла. Также, в честь юбилея был выпущен сборник «Левправхоп LP». В январе 2010 выходит третий альбом Дабац «Вершки да корешки». Спустя некоторое время группа распадается, и Раскарандаш, сменив псевдоним на RasKar, начинает работу над сольным проектом.

### Сольная карьера (2011 — настоящее время)

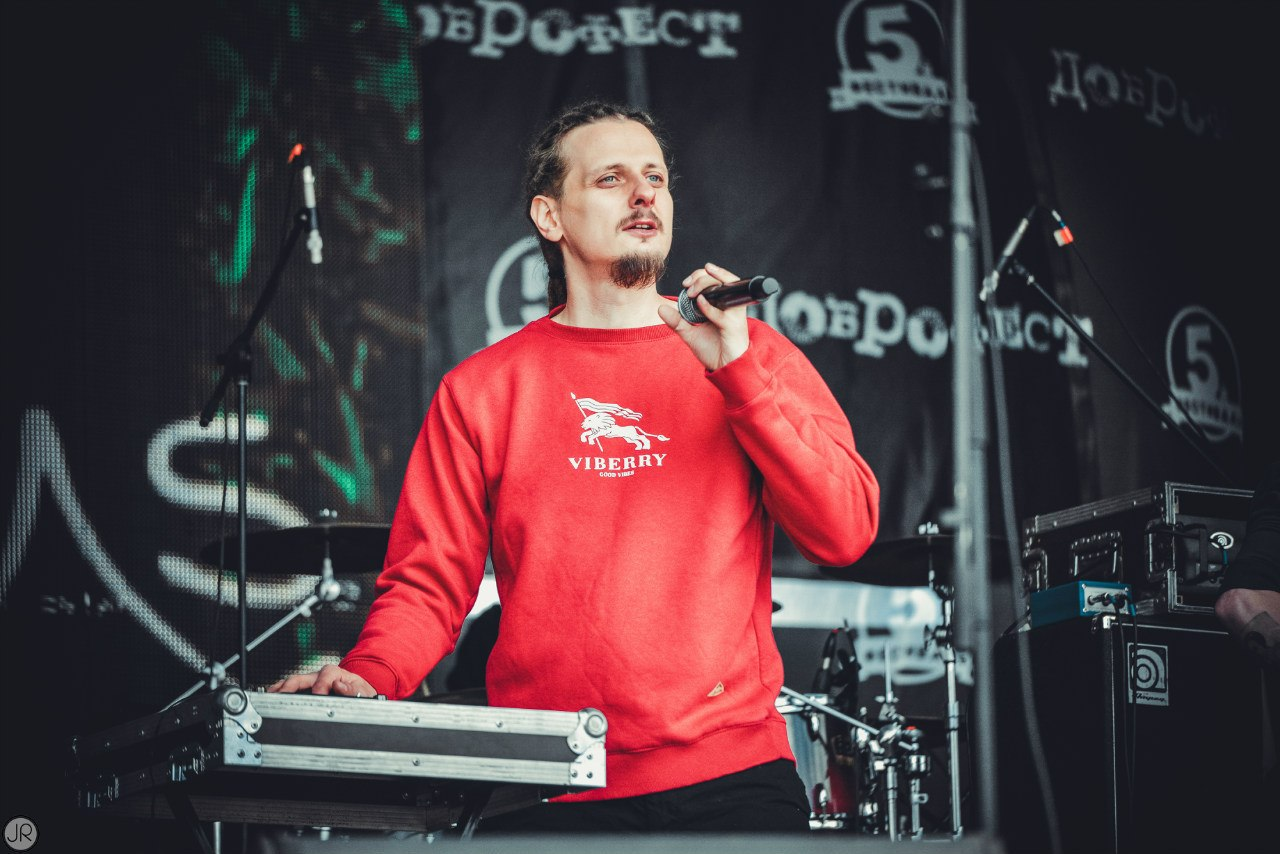
RasKar на фестивале «Доброфест», 2014 год

Совместная с Noize MC песня «Сам» становится неофициальным гимном КХЛ. За эту песню музыканты получают премию «Russian Urban Music Awards-2012» в номинации «Feat. Года».
В преддверии выхода дебютного релиза были выпущены клипы на некоторые композиции с него: «RasTea», «НАНАНАНАНАНА» и совместная работа с Noize MC «Микромир». Дебютный мини-альбом был выпущен в октябре 2012 года. Заглавной песней одноимённого релиза стал ремейк песни «Молодые львы» группы Аквариум, записанный в рамках проекта «Re:Аквариум» организованного порталом Lenta.ru в честь сорокалетия группы. Весной 2013 вышел клип на эту песню, в котором в эпизодической роли снялся Борис Гребенщиков.
В апреле 2014 года был выпущен первый полноценный сольный альбом Raskar’а, получивший название «Разгар». Самим автором альбом был охарактеризован как «регги XXI века». В альбоме представлено множество совместных композиций с музыкантами самых разных жанров. Критиками было отмечено, что в этой работе сконцентрирован весь продюсерский опыт RasKar’а.
В 2015 выпустил сборник ремиксов своих песен, выполненных рагга-джангл продюсерами и музыкантами других родственных стилей EDM.
21 апреля 2016 года музыкант выпустил альбом под названием «5». В альбом вошли совместные песни с Дмитрием Спириным и группой Аддис Абеба.
В 2019 году группа «ДаБац» в составе Сергея RasKar и Севы Панды воссоединилась на фестивале Дикая Мята.

## Дискография

### В составе Дабац
- 2001 — Da Budz представляют «Freestylez»
- 2002 — DaBudz/Нетабак
- 2004 — Шышки[12][13]
- 2010 — Вершки да корешки

### Сольные
- 2012 — Молодые львы
- 2014 — Разгар
- 2015 — Poom!Psshhh!
- 2016 — 5